# Au Tabor
Au Tabor ist ein Ort im Quarter (Distrikt) Anse-la-Raye im Westen des Inselstaates St. Lucia in der Karibik. 

## Geographie
Der Ort ist ein Teil der kleinen Küstenstadt Anse-la-Raye, direkt an der Küste, oberhalb der Trou L’Oranger.
Eine Verbindungsstraße führt vom Zentrum von Anse-la-Raye nach Norden, nach Massacré und weiter nach Roseau.